# Petro-Dawydiwka
Petro-Dawydiwka (ukr. Петро-Давидівка) – wieś na Ukrainie, w obwodzie połtawskim, w rejonie połtawskim, w hromadzie Dykańka. W 2001 liczyła 483 mieszkańców.